# Rissoa
Rissoa is een geslacht van weekdieren uit de klasse van de Gastropoda (slakken).

## Soorten
Voor de volledige lijst zie:  - World Register of Marine Species.